# Ngarrabullgan
Der Ngarrabullgan, auch Mount Mulligan genannt, liegt im australischen Queensland, 100 km von Cairns entfernt. Der Tafelberg hat große kulturhistorische Bedeutung für Australien; er wurde 2007 den Aborigines der Djungan rückübereignet und 2011 unter nationalen Denkmalschutz gestellt.

## Geographie und Geologie
Der Ngarrabullgan ist ein aus Sandstein und einem Konglomerat bestehender Tafelberg mit einer Länge von etwa 18 km und 6,5 km Breite. Er erhebt sich 200 bis 400 m hoch über die ihn umgebende Landschaft. Seine Hochfläche ist nur an drei Stellen zugänglich.
Der Tafelberg entstand als ein mit grobkörnigen Sanden und quarzhaltigen Sedimenten gefüllter Graben, sich durch Diagenese zu einem gegen Erosion beständigen Gestein formte und anschließend von dem weniger beständigen Material, das ihn umgab, freigewittert wurde. 
Auf dem Ngarrabullgan fanden ebenso Verwitterungsprozesse statt, die Landschaftsformen wie Täler, Aushöhlungen und weitere Formen schufen. Auf dem Plateau befindet sich neben Billabongs ein dauerhaft mit Wasser gefüllter See.

## Flora und Fauna
Auf dem Plateau wachsen Eukalypten wie auch in dem tiefer liegenden Umland, ferner Spinifex, (Triodia microstachya und Xanthorrhoea johnsonii), (Alphitonia excelsa). Auf der Hochebene gedeihen essbare Pflanzen wie die Wasserlilie (Nymphoides indica), Nonda Plum (Parinari nonda), Karandapflaume (Carissa sp.), Cocky Apple (Planchonia careya), (Cassytha rufa), Sugar Cane Grass (Heteropogon triticeus) und (Ficus obliqua). Von den auf dem Plateau und dessen Hängen wachsenden Pflanzen sind zehn selten und acht endemisch.

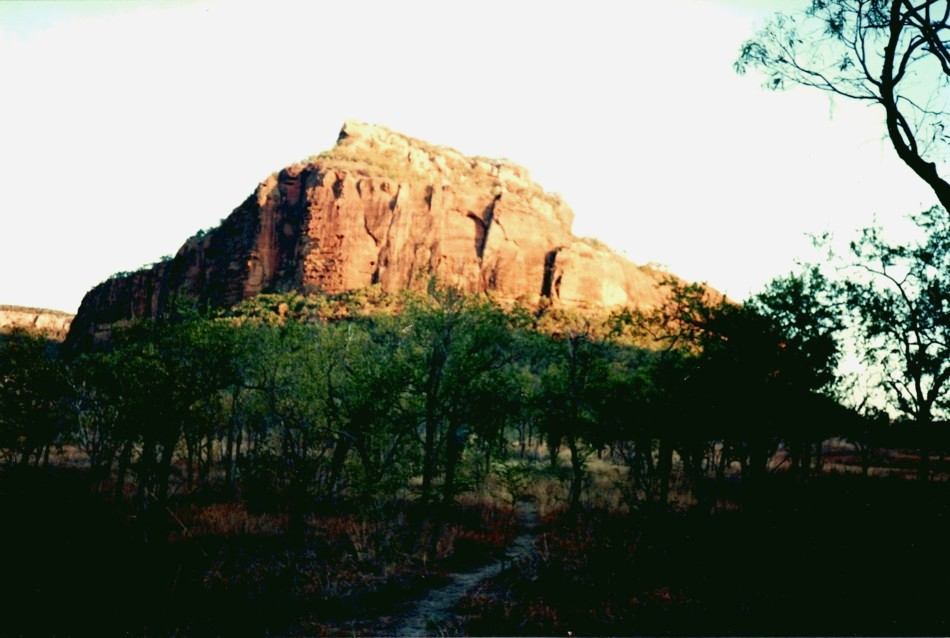
Berg von Norden betrachtet
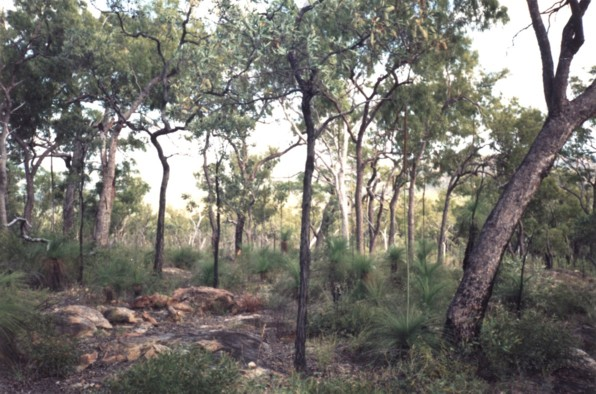
Vegetation auf dem Berg
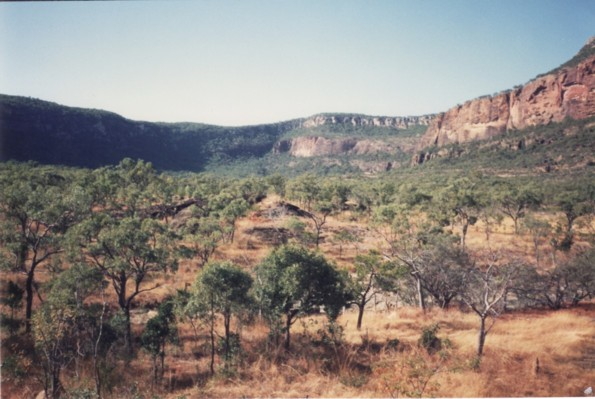
Vegetation um den Berg

Auf dem hoch gelegenen und schwer zugänglichen Gebiet gibt es keine mittelgroßen oder großen Säugetiere, ebenso gibt es relativ wenige Vögel oder Schlangen; die Fauna der Amphibien und Reptilien ist allerdings reichhaltiger. Es gibt 8 Frosch-, 55 Reptilien-, 99 Vogel- und 20 Säugetierarten.

## Aborigines

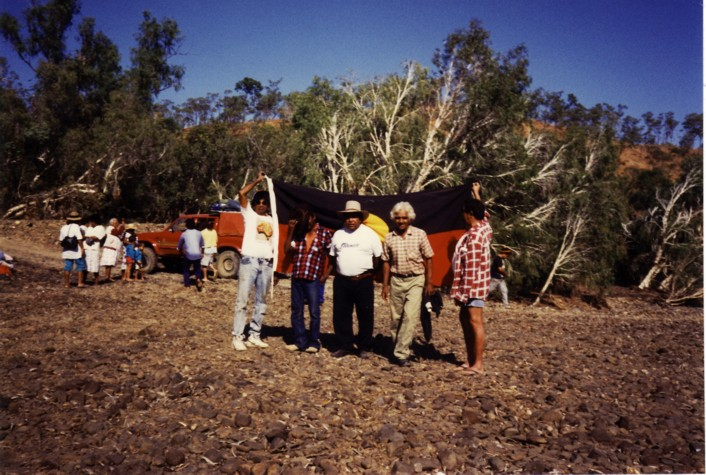
Die Djungan erhalten am 27. Juli 2007 den Berg rückübereignet

16 archäologische Stätten auf dem und um den Tafelberg sind erhalten geblieben, zwei davon belegen nach wissenschaftlichen Untersuchungen, dass die Aborigines seit mindestens 37.000 Jahren dort lebten. Die meisten Stätten gehen auf eine Besiedlung nach der letzten Eiszeit vor 3500 Jahren zurück. Nach archäologischen Erkenntnissen verließen die Aborigines das Plateau vor 600 Jahren. 
Sie verließen den Berg nicht, weil das Leben dort nicht mehr möglich war oder aufgrund verschlechterter Klima- oder Umweltbedingungen, sondern wegen eines bösartigen Geistes. Der Schöpfungsgeist Eekoo schuf in ihrem Vorstellungen die heutige Form des Berges und den See, den Lake Koongarra, in der Traumzeit. Diese Traumzeitgeschichte ist ein seltenes Beispiel für historische Berichte der Aborigines, die sich mit archäologischen Erkenntnissen belegen lassen. Der Geist hinterließ dort seine Essenz, sein Wesen, das die Menschen, die sich dort aufhalten oder den Berg aufsuchen, krank macht und auch tötet. 
Die ersten Europäer kamen 1872 während des australischen Goldrausches der 1870er Jahre in dieses Gebiet, der 35.000 Europäer und Chinesen dorthin brachte und das Leben der Aborigines zerstörte. Sie wurden vertrieben und flüchteten aus der Ebene vor den Polizisten und Siedlern auf den Tafelberg. Es gibt einen Bericht des Elders der Djungan, Samuel Wason, über eine Höhle auf der Südseite des Berges, in der Aborigines massakriert wurden. Im Jahr 1882 gab es die politische Vorstellung einer Pacification und der Landeigner John Byrnes brachte die Djungan in die europäische Siedlung und ernährte sie. Anschließend ließen sich etwa 150 Aborigines 8 km vom Ngarrabullgan entfernt in einem Lager nieder.
1907 wurde am Ngarrabullgan ein Kohlevorkommen entdeckt, und 1921 lebten dort etwa 300 Menschen. Am 19. September 1921 ereignete sich eine Explosion im Kohlebergwerk, die 75 Kohlearbeiter tötete; ein Ereignis, das die Aborigines auf Eekoo zurückführten. Bereits 1914 hatten die Aborigines, und später in den 1940er Jahren, gegen die Störung des Ngarrabullgan protestiert. Das Bergwerk wurde in den 1950er Jahren schließlich eingestellt.
Lange Zeit, nachdem die traditionellen „Eigentümer“ teilweise aus ihrem angestammten Gebieten vertrieben oder in Aborigines-Missionsstationen gebracht wurden, besannen sie sich wieder auf ihr Land und ihre Kultur. John Grainer, der Vorsitzende der Kuku Djungan Aboriginal Corporation, betont heute die Bedeutung des Berges und die Kontinuität der Kultur der Djungan.

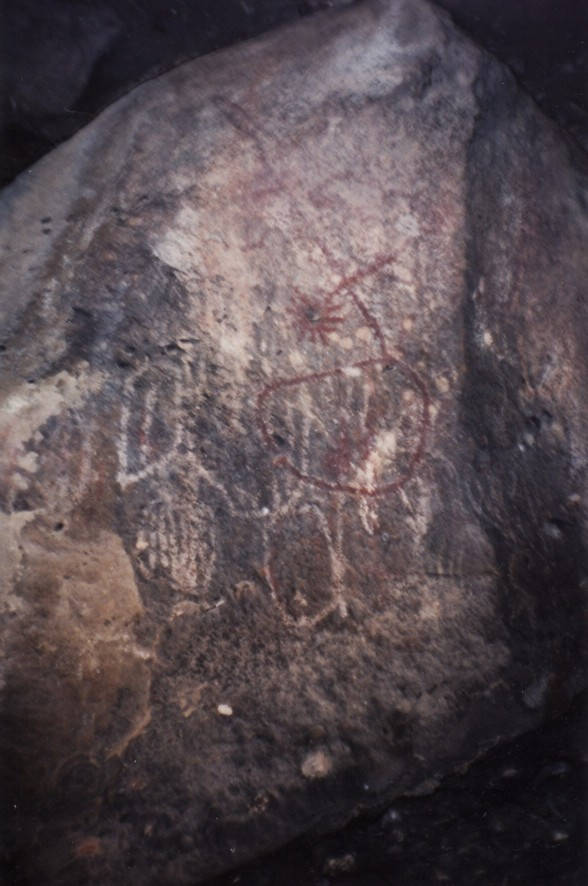
Felszeichnung
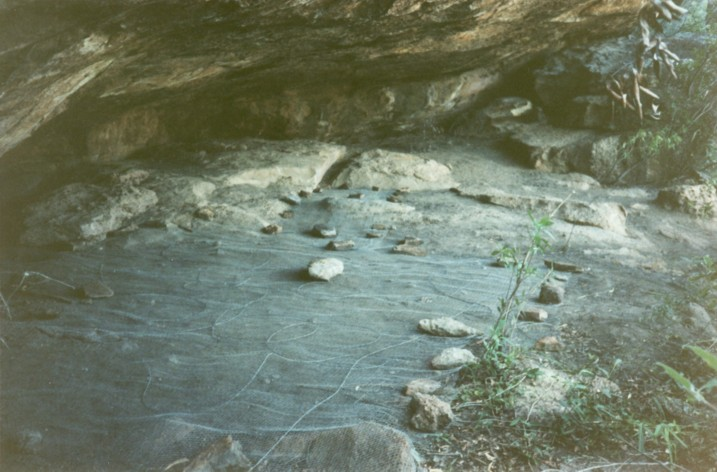
Lager der Aborigines

## Denkmalschutz
Auf der Hochebene befinden sich zwei der ältesten bekannten archäologischen Stätten der Aborigines in Queensland, der Nonda Rock und die Ngarrabullgan Cave. 2006 wurde der Tafelberg als The Mount Mulligan Aboriginal Cultural Heritage Area in Queensland registriert. Der Ngarrabullgan wurde am 12. Mai 2001 zum nationalen Denkmal durch die australische Regierung erklärt und in die Australian National Heritage List eingetragen. Das geschützte Gebiet umfasst 17.935 ha.